# Nhạn cánh ráp phương Bắc
Nhạn cánh ráp phương Bắc (danh pháp hai phần: Stelgidopteryx serripennis) là một loài chim thuộc họ Nhạn.

## Mô tả
Nhạn cánh ráp phương Bắc trưởng thành dài 13–15 cm, trên có màu nâu trên với phần dưới màu nhạt hơn và một cái đuôi chia hai. Chúng có bề ngoài tương tự én cát nhưng cổ họng và ngực sẫm. Chúng có mối quan hện liên quan chặt chẽ và rất giống với nhạn cánh ráp phương Nam, Stelgidopteryx ruficollis, nhưng loài nhạn cánh ráp phương Nam có phao câu tương phản hơn, và phạm vi phân bố không chồng chéo nhau.
Môi trường sống sinh sản của chúng là gần suối, hồ và bờ sông khắp Bắc Mỹ. Chúng làm tổ trong hố gần nước, thường đào hang trong bùn đất tơi, chúng thường không tạo tổ theo bầy. Mỗi tổ bình thường có 4-8 trứng, chim mẹ ấp trứng trong 13 ngày, chim non đủ lông đủ cánh trong vòng 20 ngày sau khi nở. Chúng di cư đến duyên hải vịnh Hoa Kỳ và phía nam tới Trung Mỹ.
Chúng săn mồi khi đang bay là trên mặt nước hoặc các cánh đồng, thức ăn là côn trùng.
"Cánh ráp" dùng để chỉ lông cạnh có răng cưa trên cánh của loài chim này, đặc điểm này sẽ có rõ ràng khi nắm giữ là loài chim này.

## Phân loài
- Stelgidopteryx serripennis serripennis
- Stelgidopteryx serripennis burleighi
- Stelgidopteryx serripennis fulvipennis
- Stelgidopteryx serripennis psammochrous
- Stelgidopteryx serripennis stuarti